# 自己批判 (共産主義)

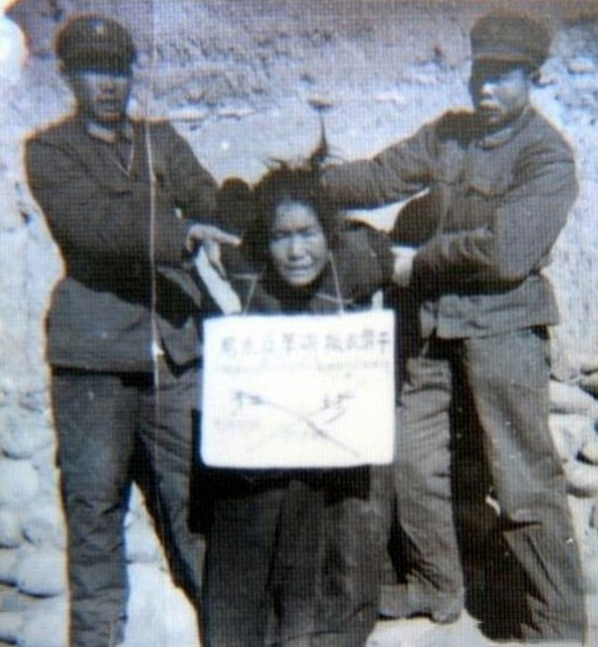
自己批判させられるチベット人女性（1958年）

共産主義における自己批判（じこひはん）とは、自分の「誤り」を「自発的」に認め、公開の場で自分自身を批判する事を指す。
各国の共産党や当初の武装革命を支持した革新組織などで行われ、中国では自己批判に加えて、集団で糾弾して吊し上げること（総括と呼ばれた）が行われた。このような自己批判の強要は、共産主義はもちろんのこと、他の幅広い分野においても洗脳の手段として頻繁に用いられている。
共産主義運動では、時に「自己批評」セッションによって自らのイデオロギーの誤りを書かせたり口頭で声明を出すことで、党内の新たな信念を肯定することとなった。
これはソ連で誕生し、その後共産主義国家・各国共産主義を掲げる組織の主流派によって、所属を問わず分派言動など反党行為をしたと見なした人物らへ行わされた行為であった。党員だった場合は組織からの除名処分、軽いと自己批判のみで済む場合もあるが、場合によって自己批判させられた後に粛清処分、処刑されることがしばしばあった。ソ連では大粛清やモスクワ裁判、中国では文化大革命や紅衛兵による自己批判強要（吊し上げ）が有名である。
日本の新左翼運動では「自己否定」がテーマになっていた側面もあり、連合赤軍の「総括」で死者を出した山岳ベース事件が有名な事例として知られる。自己否定論および戦後の歴史観も参照。

## 自己批判をさせられた人物
共産主義体制下および政党内では、指導層を含むすべての構成員が平等であるという建前の下、個人の過ちを明らかにする原則唯一の方法であるとされる。そのため、ソ連などでは権力闘争の勝者が敗者に自己批判を強要し、左遷や粛清を正当化することがあった。
- ゲオルギー・ピャタコフ - ソ連の政治家。レフ・トロツキーを支持して失脚。自己批判の後一旦政界復帰するも粛清。
- レフ・カーメネフ - ソ連の政治家。ヨシフ・スターリンとの権力闘争に敗れ、自己批判ののち粛清。
- 劉少奇 - 中国共産党の政治家。文化大革命の際に「走資派」と批判され、自己批判。
- 筆坂秀世 - 日本共産党幹部。セクハラ事件を起こしたとして自己批判の後に失脚。のち離党。
- 小池晃 - 日本共産党幹部。パワハラ事件を起こしたのち自己批判[3]。

## 自己批判を行った指導者
- 毛沢東 - 中華人民共和国の最高指導者。1962年の七千人大会で自己批判をおこなった[4]。
- 金正恩 - 北朝鮮の最高指導者（朝鮮労働党委員長）。2017年の新年の辞で「いつも気持ちだけで、能力が伴わない」と自らの批判を行った[5]。